# Oncopus transpecta
Oncopus transpecta là một loài bướm đêm trong họ Geometridae.